# Úrsula Goyzueta
Úrsula Goyzueta (Carabuco, 20 de octubre de 1787 - 4 de noviembre de 1854) fue una patriota mestiza boliviana que se destacó por el apoyo a la lucha por la Independencia de Bolivia desde el 16 de julio de 1809. Junto a Vicenta Juaristi Eguino y Simona Josefa Manzaneda «permanecen en el imaginario colectivo de La Paz como símbolo de la lucha contra la opresión colonial».
Hija de Juan Bautista Goyzueta y María Nicolasa León Garicano, su bisabuelo paterno fue el español Agustino Goyzueta que llegó a La Paz como capitán del regimiento y fue gobernador en 1690, por el lado materno era bisnieta del cacique de Viacha. Sus padres la dejaron en la casa de Pedro Eguino en La Paz, pagando una pensión por la vivienda y su educación. Así conoció a Vicenta Juaristi Eguino, hermana menor de Pedro, con quien compartió sus estudios y fueron íntimas amigas. Úrsula se casó el 18 de junio de 1811 con el guerrillero Eugenio Choquecallata,hijo de Pedro Choquecallata y Tomasa Mango, este matrimonio fue considerado desigual puesto que el esposo pertenecía a un estrato social inferior. La madrina del matrimonio fue su amiga Vicenta, quien había presentado a los novios. 
Goyzueta fue heredera de una considerable fortuna, era dueña de 15 propiedades rurales, entre haciendas y granjas, además de poseer varias casas en los barrios de Churubamba y San Francisco en la ciudad de La Paz.
Cuando la Rebelión del Cuzco llegó a la ciudad de La Paz, ella ayudó a los rebeldes a entrar por el barrio de Santa Bárbara el 24 de septiembre de 1814;el día 28 de septiembre lideró un grupo de indígenas que asaltaron la prisión y mataron a todos los españoles y criollos que estaban arrestados.
Fue apresada el 21 de noviembre de 1816 por orden de Mariano Ricafort y condenada a ser fusilada por el consejo de guerra. Se le cortó todo el cabello mientras estaba en prisión, fue desnudada y obligada a subir sobre una mula que la llevó hasta la plaza principal, la gente le insultaba y le tiraba basura en el camino. Al llegar a la plaza fue encadenada al cepo y azotada hasta que perdió la consciencia, permaneció allí todo un día, su madre había vendido una de sus casas para juntar la suma de 4000 pesosque pagó a las autoridades para evitar el fusilamiento. Finalmente fue desterrada a su propiedad en Timusi.
Goyzueta permaneció al lado de su madre en el campo, se cree que el calvario que sufrió la aturdió mentalmente y fue perdiendo la memoria. Para 1824 vivía en Carabuco, casi toda sus propiedades habían sido confiscadas por lo que llevaba una vida sencilla, tuvo una hija con un militar de apellido Ubierna a la que llamó María de la Paz, quien se casó con Manuel Díaz. Tuvo otro hijo el 3 de enero de 1826, de padre desconocido, al que llamó Juan Manuel. Úrsula Goyzueta falleció el 4 de noviembre de 1854 debido a una fiebre que aturdió más su memoria.

## Bibliografia
1. ↑  Periódico de Circulación Nacional - Cambio, ed. (10 de octubre de 2012). «Mujeres, de aguerridas luchadoras a protagonistas de la política actual». Consultado el 21 de agosto de 2013.
2. ↑  Ventura, Bella Clara (2009). Rehén de la memoria. Editorial Oveja Negra. pp. 144. ISBN 978-958-061-140-0.
3. ↑  Ortellado de Fossati, María Antonia (1978). Su nombre es mujer. Escuela Técnica Salesiana. p. 149.
4. 1 2  Candia Almaraz, Alberto (1991). Anécdotas y proclamas sublimes de la historia nacional. Librería-Editorial Popular. p. 206.
5. ↑  Cori Charca, Juan (15 de julio de 2012).  Periódico de Circulación Nacional - Cambio, ed. «Tres paceñas y la revolución». Consultado el 21 de agosto de 2013.
6. ↑  Roca, José Luis (2007). Ni con Lima ni con Buenos Aires: la formación de un estado nacional en Charcas. Plural editores. p. 771. ISBN 978-999-541-076-6.
7. ↑  Urquizo Sossa, Carlos (1975). Maravillosa Bolivia: guía turística informativa. Ediciones Burgos. p. 442.
8. ↑  Crespo, Luis S. (1925). Doña Vicenta Juaristi Eguino. Impr. "Renacimiento". pp. 107.
9. 1 2  M, A. Ursula Goyzueta (8 de agosto de 2013). Busquemos Paz En Pos De Nuestra Libertad (en inglés). Palibrio. ISBN 978-1-4633-5619-4. Consultado el 21 de febrero de 2024.
10. 1 2  Sanabria G., Floren (1990). Murillo y la Revolución del 16 de julio: con breves biografías de los próceres de nuestra independencia. Empresa Editora Proinsa. p. 96.
11. ↑  Valencia Vega, Alipio (1978). Simona Josefa Manzaneda: por patriota, pero "chola", un infamante suplicio acabó con su vida. Librería Editorial Juventud. p. 87.

- Datos: Q16652379